# 51 (число)
51 (п'ятдеся́т оди́н) — натуральне число між 50 і 52.

## Математика
- 6-е п’ятикутне число
- 3-е вісімнадцятикутне число
- 9-е триморфне число
- 251 = 2251799813685248

## У науці
- Атомний номер Стибію
- У Новому загальному каталозі позначається об’єкт NGC 51 — галактика типу S0 у сузір'ї Андромеда..
- У Каталозі Мессьє позначається об'єкт Мессьє M51

## В інших сферах
- 51 рік; 51 рік до н. е., 1951 рік
- ASCII-код символу «3»
- Діаметр пожежного рукаву
- Зона 51 - культова серед футурологів військова база США